# Giampiero Molinari
Giampiero Molinari (Perugia, 8 luglio 1937) è un allenatore di calcio ed ex calciatore italiano, di ruolo difensore.

## Biografia
Parallelamente alla carriera calcistica, è anche diventato un noto avvocato civilista. Ha il proprio studio professionale in Perugia. È stato per diversi anni il legale di varie società e personaggi del calcio professionistico.

## Carriera

### Giocatore
Ha giocato come terzino nel Perugia negli anni 1950.

### Allenatore
È stato per diverse stagioni il vice di Ilario Castagner al Perugia, anche in Serie A; nella stagione 1980-1981 subentra a Renzo Ulivieri sulla panchina della squadra biancorossa, rimanendovi per le ultime 15 giornate del campionato di massima serie, chiuso con una retrocessione. Nelle ultime 10 partite dell'annata 1985-1986, dopo ulteriori stagioni da vice dei Grifoni, ha allenato il Perugia in Serie B; a fine campionato la squadra è retrocessa in Serie C1.